# Euselasia cyanofusa
Euselasia cyanofusa is een vlindersoort uit de familie van de prachtvlinders (Riodinidae), onderfamilie Euselasiinae.
Euselasia cyanofusa werd in 1998 beschreven door Hall, J & Willmott.